# أنتوني ورث
أنتوني ورث (بالإنجليزية: Anthony Worth)‏ هو فلاح بريطاني، ولد في 23 فبراير 1940، وتوفي في 8 نوفمبر 2017.